# Flachslanden
Flachslanden (fränkisch: „Flaksland“ oder „Flaggers“) ist ein Markt im Landkreis Ansbach in Mittelfranken.

## Geografie

### Geografische Lage
Flachslanden liegt nordwestlich der Stadt Ansbach, etwa in der Mitte zwischen Bad Windsheim und Ansbach im Naturpark Frankenhöhe. Tallandschaften von Fränkischer Rezat, Bibert, Mettlach und Zenn vermitteln dem Wanderer die typisch fränkischen Landschaftsbilder.

### Nachbargemeinden
|                 | Obernzenn                                   |         |
| Oberdachstetten | Kompassrose, die auf Nachbargemeinden zeigt | Rügland |
|                 | Lehrberg                                    |         |

### Gemeindegliederung
Die Gemeinde hat 19 Gemeindeteile (in Klammern ist der Siedlungstyp angegeben):
- Birkenfels (Dorf)
- Borsbach (Dorf)
- Boxau (Dorf)
- Flachslanden (Hauptort)
- Hainklingen (Dorf)
- Hummelhof (Einöde)
- Kellern (Weiler)
- Kemmathen (Weiler)
- Kettenhöfstetten (Dorf)
- Lockenmühle (Weiler)
- Neustetten (Kirchdorf)
- Rangenmühle (Einöde)
- Rohrmühle (Einöde)
- Rosenbach (Dorf)
- Ruppersdorf (Dorf)
- Schmalnbühl (Weiler)
- Sondernohe (Kirchdorf)
- Virnsberg (Pfarrdorf)
- Wippenau (Weiler)

Die Einöde Schneidmühle zählt zum Gemeindeteil Kemmathen, die Kesselmühle zum Gemeindeteil Kellern.
Es gibt auf dem Gemeindegebiet die Gemarkungen Flachslanden, Kettenhöfstetten, Neustetten, Sondernohe und Virnsberg. Die Gemarkung Flachslanden hat eine Fläche von 11,866 km². Sie ist in 2047 Flurstücke aufgeteilt, die eine durchschnittliche Fläche von 5796,58 m² haben. In ihr liegen neben dem namensgebenden Ort die Gemeindeteile Hummelhof, Kellern, Rohrmühle, Rosenbach und Wippenau.

## Geschichte

### Bis zur Gemeindegründung
Der Ort wurde 1294 als „Vlaslanden“ erstmals urkundlich erwähnt. Der Ortsname leitet sich von dem gleichnamigen Flurnamen ab. Das Grundwort ist mhd. lant (kleineres, mit Hacke oder Spaten bestelltes Landstück), das Bestimmungswort vlahs, vlas (Flachs).
Das Kloster Heilsbronn erwarb dort im Jahr 1165 Güter. Insgesamt wurden vier Anwesen heilsbronnisch.
Der Deutsche Orden hatte seit 1294 die Herrschaft im Ort inne und dort eine Kommende, eine untere Verwaltungsbehörde, eingerichtet, die zur Deutschordensballei Franken gehörte. Ab 1500 war diese Ballei ein Teil des Fränkischen Reichskreises.
Gegen Ende des 18. Jahrhunderts gab es in Flachslanden 72 Anwesen. Das Hochgericht übte das brandenburg-ansbachische Hofkastenamt Ansbach aus. Die Dorf- und Gemeindeherrschaft hatte das brandenburg-ansbachische Vogtamt Flachslanden inne. Grundherren waren
- das Fürstentum Ansbach, 57 Anwesen:
  - Vogtamt Flachslanden: 1 Höflein, 1 Halbhof, 12 Güter, 1 Badgut, 2 Güter mit Backrecht, 2 Halbgütlein, 2 halbe Gerbereigüter, 1 Schmiedgut, 1 Tafernwirtschaft, 1 Gut mit Brauhaus, 25 Leerhäuser
  - Vogtamt Birkenfels: 2 Gütlein, 1 Tafernwirtschaft
- das brandenburg-bayreuthische Kastenamt Neuhof: 1 Tafernwirtschaft
- das Rittergut Rügland der Herren von Crailsheim, 14 Anwesen: 2 Höfe, 9 Güter, 1 Schmiedgut, 1 Tafernwirtschaft.

Neben diesen Anwesen gab es kirchliche (Kirche, Pfarrgut), kommunale (Schafhaus, Hirtenhaus) und herrschaftliche Gebäude (Amtshaus).

### 19. und 20. Jahrhundert
Von 1792 bis 1806 war Flachslanden wie das gesamte Fürstentum Ansbach unter preußischer Verwaltung. Von 1797 bis 1808 unterstand der Ort dem Justiz- und Kammeramt Ansbach.
Im Geographischen statistisch-topographischen Lexikon von Franken (1800) wird der Ort folgendermaßen beschrieben:

„Flachslanden, Marktfleken im Kameralamte Ansbach von 43 dahin gehörigen Unterthanen, 16 sind ritterschaftlich, an einem unweit Birkenfels in die fränkische Retzat fallenden Bache. Ehemals der Sitz eines Vogteyamtes. Der Ort hat 3 Jahrmärkte. Ehemals war hier eine ansehnliche herrschaftliche Gerberey.“

Im Jahre 1806 kam Flachslanden an das Königreich Bayern. Im Rahmen des Gemeindeedikts wurde 1808 der Steuerdistrikt Flachslanden gebildet, zu dem Borsbach, Hummelhof, Kellern, Kettenhöfstetten, Rangenmühle, Rohrmühle, Rosenbach, Ruppersdorf gehörten. Die Ruralgemeinde Flachslanden entstand 1811 und war deckungsgleich mit dem Steuerdistrikt. Sie war in Verwaltung und Gerichtsbarkeit dem Landgericht Ansbach zugeordnet und in der Finanzverwaltung dem Rentamt Ansbach (1919 in Finanzamt Ansbach umbenannt). In der freiwilligen Gerichtsbarkeit unterstanden 14 Anwesen in Flachslanden von 1820 bis 1848 dem Patrimonialgericht Rügland.
Mit dem Zweiten Gemeindeedikt (1818) wurde Wippenau von Virnsberg nach Flachslanden umgemeindet. Am 24. August 1830 löste sich die neu gebildete Gemeinde Kettenhöfstetten mit Borsbach, Rangenmühle und Ruppersdorf von Flachslanden. Ab 1862 gehörte Flachslanden zum Bezirksamt Ansbach (1939 in Landkreis Ansbach umbenannt). Die Gerichtsbarkeit blieb bis 1870 beim Landgericht Ansbach, von 1870 bis 1879 war das Stadt- und Landgericht Ansbach zuständig, seit 1880 ist es das Amtsgericht Ansbach. Die Gemeinde hatte 1964 eine Gebietsfläche von 12,449 km².
Von 1993 bis 1995 fanden vor dem Landgericht Ansbach die Flachslanden-Prozesse gegen 19 Personen aus Flachslanden und Umgebung statt, die wegen massenhaften Kindesmissbrauchs angeklagt waren.

### Eingemeindungen
Am 1. Januar 1972 wurden die Gemeinden Kettenhöfstetten und Neustetten eingegliedert. Am 1. Mai 1978 kamen Sondernohe und Virnsberg hinzu.

### Verwaltungsgemeinschaft
Von 1978 bis 2001 bildete Flachslanden mit der Nachbargemeinde Oberdachstetten die Verwaltungsgemeinschaft Flachslanden, die zum 1. Januar 2002 aufgelöst wurde. Beide Gemeinden haben seither wieder eigene Verwaltungen.

### Einwohnerentwicklung
Im Zeitraum von 1988 bis 2018 stieg die Einwohnerzahl von 2215 auf 2351 um 136 Einwohner bzw. um 6,1 %.
Gemeinde Flachslanden
| Jahr      | 1818   | 1840   | 1852   | 1861   | 1867   | 1871   | 1875   | 1880   | 1885   | 1890   | 1895   | 1900   | 1905   | 1910   | 1919   | 1925   | 1933   | 1939   | 1946   | 1950   | 1961   | 1970   | 1987   | 1995 | 2005 | 2017   |
| Einwohner | 873    | 639    | 631    | 612    | 620    | 680    | 726    | 742    | 790    | 743    | 787    | 788    | 791    | 832    | 808    | 820    | 836    | 876    | 1278   | 1221   | 1081   | 1186   | 2236   | 2418 | 2521 | 2358   |
| Häuser    | 162    | 104    |        |        |        | 123    |        |        | 142    | 138    |        | 145    |        |        |        | 156    |        |        |        | 177    | 220    |        | 636    |      |      | 807    |
| Quelle    | [ 21 ] | [ 22 ] | [ 23 ] | [ 24 ] | [ 25 ] | [ 26 ] | [ 27 ] | [ 28 ] | [ 29 ] | [ 30 ] | [ 23 ] | [ 31 ] | [ 23 ] | [ 32 ] | [ 23 ] | [ 33 ] | [ 23 ] | [ 23 ] | [ 23 ] | [ 34 ] | [ 17 ] | [ 35 ] | [ 36 ] |      |      | [ 37 ] |

Ort Flachslanden
| Jahr      | 001818 | 001840 | 001861 | 001871 | 001885 | 001900 | 001925 | 001950 | 001961 | 001970 | 001987 | 002017 |
| Einwohner | 438    | 492    | 478    | 534    | 641    | 592    | 625    | 923    | 856    | 936    | 960    | 1197   |
| Häuser    | 80     | 85     |        |        | 117    | 116    | 125    | 139    | 177    |        | 297    |        |
| Quelle    | [ 21 ] | [ 22 ] | [ 24 ] | [ 26 ] | [ 29 ] | [ 31 ] | [ 33 ] | [ 34 ] | [ 17 ] | [ 35 ] | [ 36 ] | [ 38 ] |

1. 1 2  Es sind nur bewohnte Häuser angegeben. Im Jahre 1818 wurden diese als Feuerstellen bezeichnet, 1840  als Häuser und 1871 bis 2017 als Wohngebäude.

### Konfessionsstatik
Der Ort ist seit der Reformation protestantisch geprägt. Zum Jahresende 2021 gehörten 53,8 % der evangelischen Konfession an, 27,2 % der Einwohner der katholischen Konfession und 19 % gehörten anderen Konfessionen oder Glaubensgemeinschaften an, waren ohne Angabe oder gemeinschaftslos. Zum Jahresende 2024 gehörten 49,0 % der evangelischen Konfession an, 24,5 % der Einwohner der katholischen Konfession und 26,5 % gehörten anderen oder keiner Glaubensgemeinschaften an.

## Politik

### Marktgemeinderat
Der Marktgemeinderat von Flachslanden besteht aus 14 Mitgliedern und dem hauptamtlichen Bürgermeister.
|      | SPD | CSU – Bürgerblock | Liste für Alle | Freie Wählerschaft Virnsberg und Sondernohe | Gesamt   |
| 2002 | 5   | 5                 | 2              | 2                                           | 14 Sitze |
| 2008 | 3   | 4                 | 4              | 3                                           | 14 Sitze |
| 2014 | 2   | 4                 | 5              | 3                                           | 14 Sitze |
| 2020 | 2 * | 4                 | 5              | 3                                           | 14 Sitze |

### Bürgermeister
Nach der Kommunalwahl 2008 löste Hans Henninger (Liste für Alle) die seit 1996 amtierende und nicht wieder angetretene Erste Bürgermeisterin Renate Hermann (SPD) ab; dieser wurde 2014 und 2020 erneut gewählt.

### Wappen und Flagge
Wappen
| Wappen von Flachslanden | Blasonierung: „In Silber eine eingeschweifte rote Spitze, darin ein silberner Ring; vorne eine blaue Flachsblüte, hinten ein schwebendes schwarzes Tatzenkreuz.“ |
| Wappen von Flachslanden | Wappenbegründung: Die Flachsblüte steht redend für den Ortsnamen. Das schwarze Tatzenkreuz weist auf die Deutschordenskommende Virnsberg hin. Die Farben Silber und Schwarz erinnern an die Markgrafen von Brandenburg-Ansbach, die im Gemeindegebiet die Territorialherrschaft innehatten. Der silberne Ring in Rot stammt aus dem Wappen der Herren von Birkenfels, die im gleichnamigen Ort ihren Stammsitz hatten. Dieses Wappen wird seit 1981 geführt. |

Flagge
Die Gemeindeflagge ist blau-weiß-rot.

### Raumordnung
Die Gemeinde Flachslanden ist Mitglied der 2004 gegründeten Kommunalen Allianz NorA. Die Allianz hat ein gemeinsames Integriertes ländliches Entwicklungskonzept. NorA bildet mit den benachbarten Allianzen Aurach-Zenn und Kernfranken die Lokale Aktionsgruppe Rangau. Diese wird durch das LEADER-Programm 2023–2027 gefördert.

## Baudenkmäler
Zu den Sehenswürdigkeiten der Gemeinde gehören die St.-Laurentius-Kirche aus dem 10. Jahrhundert und die Deutschordenskirche im Gemeindeteil Sondernohe im Übergangsstil vom Barock zum Frühklassizismus. Auch die Deutschordensburg im Gemeindeteil Virnsberg und das Heilige Grab sind sehenswert.

## Verkehr
Die Staatsstraße 2253 führt zur Bundesstraße 13 bei Gräfenbuch (3,5 km südwestlich) bzw. zur Staatsstraße 2245 bei Wippenau (2,3 km nordwestlich). Die Kreisstraße AN 21 führt an Neustetten vorbei die St 2245 kreuzend nach Virnsberg (2,6 km nördlich) bzw. nach Borsbach (1,4 km südlich). Die Kreisstraße AN 17 führt nach Kettenhöfstetten (2,2 km südöstlich). Eine Gemeindeverbindungsstraße führt nach Rosenbach (1,3 km südwestlich).

## Bildung
- Grundschule Flachslanden

## Persönlichkeiten
- Friedrich Wilhelm Güll (1812–1879), Schriftsteller und einer der ersten deutschen Kinderliederdichter, war in Flachslanden eine Zeit lang als Lehrer tätig
- Georg Pfründt (1603–1663), Barock-Medailleur, stammte aus Flachslanden